# Марія Жозефа Саксонська (1803—1829)
Марія Жозефа Саксонська (нім. Maria Josepha von Sachsen), повне ім'я Марія Жозефа Амалія Беатрікс Ксаверія Вінцентія Алоїзія Франциска де Паула Франциска де Шанталь Анна Аполонія Йоганна Непомуцена Вальбурга Терезія Амброзія Саксонська (нім. Maria Josepha Amalia Beatrix Xaveria Vincentia Aloysia Franziska de Paula Franziska de Chantal Anna Apollonia Johanna Nepomucena Walburga Theresia Ambrosia von Sachsen); 7 грудня 1803 — 18 травня 1829) — саксонська принцеса з династії Веттінів, донька принца Саксонії Максиміліана та пармської принцеси Кароліни, дружина короля Іспанії Фердинанда VII.

## Біографія
Марія Жозефа народилась 7 грудня 1803 року у Дрездені сьомою дитиною та четвертою донькою в родині принца Максиміліана Саксонського та його першої дружини Кароліни Пармської. У сім'ї вже зростали її брати Фрідріх Август, Клемент та Йоганн і сестри Амалія, Марія Фердинанда та Марія Анна.
Матір померла за три місяці після народження Марії Жозефи. Батько відіслав дівчинку на виховання до католицького монастиря. Засвоєні там погляди принцеса пронесла крізь усе життя, зостаючись палкою католичкою. Дівчина дуже добре читала, полюбляла поезію і сама складала вірші. Вона залишила монастир лише в переддень від'їзду до нареченого.

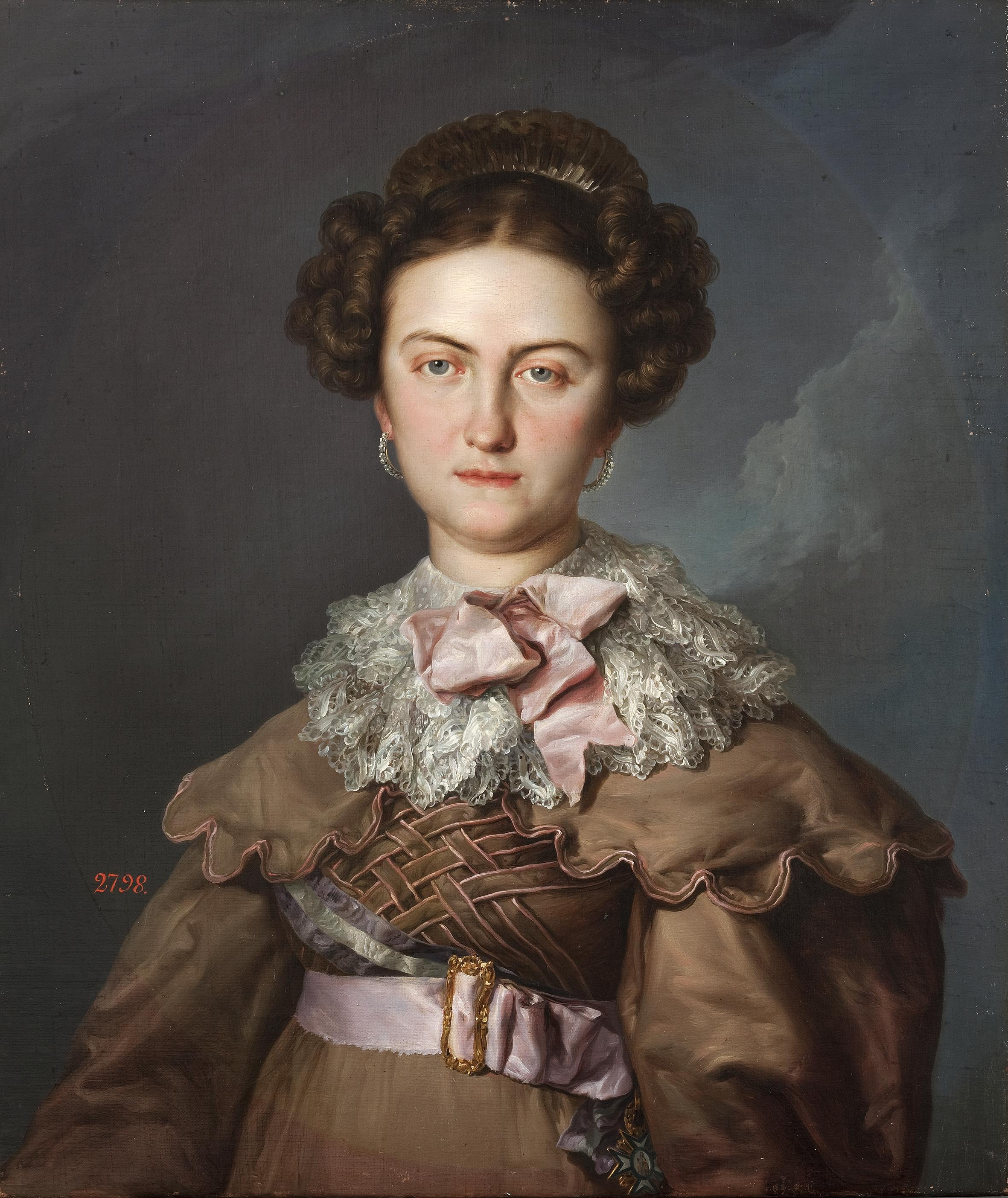
Марія Жозефа — королева Іспанії

У віці 15 років Марія Жозефа була видана в шлюб із королем Іспанії Фердинандом VII. Наречений мав 35 років, був двічі удівцем і потребував спадкоємця престолу, а саксонські принцеси були відомі своєю фертильністю. Побачивши портрет Марії Жозефи, він закохався і вирішив, що дівчина є ідеальною кандидатурою на роль королеви.
Цивільна церемонія шлюбу за домовленістю пройшла 28 серпня 1819 року у Дрездені. Марія Жозефа вперше ступила на іспанську землю в Ондаррибії та рушила до столиці, де з нагоди її прибуття було влаштовано велике прийняття. Вінчання відбулося 20 жовтня 1819 року в Мадриді.
Нова королева була дуже молодою, побожною, наївною та недосвідченою. Король захопився її поступливим характером та приємною зовнішністю. А проте у Марії Жозефи були великі проблеми в інтимних контактах із чоловіком через релігійне виховання. Лише лист Папи Римського Пія VII переконав її, що подружні стосунки не суперечать католицькій моралі та необхідні для продовження роду. Однак жінка потерпала через жорстокі напади гарячки і, як виявилося, не могла мати дітей.
Коли це з'ясувалося, королева віддалилася від придворного життя і більшу частину часу проводила в королівських палацах в Аранхуесі, Сан-Ільдефонсо та замку Ріофріо.
У 25 років Марія Жозефа раптово померла в Арануесі, розбивши серце чоловіка. Похована в королівському склепі Ескоріала. Фердинанд VII за пів року одружився з сицилійською принцесою Марією Крістіною, яка невдовзі народила двох доньок.

## Нагороди
- Орден Зіркового хреста;
- Орден королеви Марії Луїзи № 180 (Іспанія).